# Lodewijk Trypsteen
Lodewijk (Louis) Trypsteen (Blankenberge, 29 april 1924 - Leuven, 17 november 2011) was een Belgische voetballer. Hij speelde tijdens en na de Tweede Wereldoorlog onder meer voor Cercle Brugge, RSC Anderlecht en Royal Léopold Club.

## Carrière
Louis Trypsteen begon als tiener bij de jeugd van het plaatselijke DC Blankenberghe dat toen in Bevordering speelde. De club zakte begin jaren 40 terug naar de provinciale reeksen. In 1942 stapte Trypsteen, van nature een rechtsachter, over naar Cercle Brugge. De West-Vlaamse verdediger bleef er in totaal twee seizoenen. Aanvankelijk speelde hij er niet vaak, maar in het seizoen 1943/44 werd hij een vaste waarde bij de voetbalvereniging.
In 1944 keerde hij terug naar DC Blankenberghe alvorens naar de hoofdstad te verhuizen. Trypsteen sloot zich aan bij RSC Anderlecht, waar hij in die dagen een ploegmaat werd van onder meer Jean Valet, Henri Meert, Hippolyte Van den Bosch en topschutter Jef Mermans. Trypsteen begon als vaste rechtsachter aan het seizoen, maar speelde nadien zijn plaats kwijt aan Jean Wyns. Anderlecht sloot het seizoen 1946/47 uiteindelijk af als kampioen. Het was de eerste keer dat paars-wit de landstitel veroverde.
In 1947 belandde Trypsteen bij Ixelles SC, waar hij in totaal vier seizoenen zou spelen. Ook nadien bleef hij nog in Brussel. Van 1951 tot 1954 kwam hij uit voor Royal Léopold Club. Ten slotte was hij nog enkele jaren als speler-trainer actief bij Crossing Ganshoren en FC Overijse. Trypsteen bleef ook na zijn spelerscarrière in Overijse wonen. Hij overleed op 17 november 2011 in het Heilig Hartziekenhuis in Leuven.